# Me rehúso
«Me rehúso» es una canción del cantante venezolano Danny Ocean. Fue lanzada el 16 de septiembre de 2016, y relanzada en 2017 a través de Atlantic Records, debido a su éxito tardío en América Latina, Europa y Estados Unidos. La misma pertenece al disco debut del artista, 54 + 1, publicado en 2019.
La notoriedad de la canción hizo a Danny Ocean, en un artista independiente pionero en posicionarse en todas las listas de música latina, de la plataforma Spotify. El 15 de junio de 2017, una versión en inglés titulada «Baby, I Won't» fue lanzada.

## Antecedentes y lanzamiento
Ocean grabó la canción para su novia en el Día de San Valentín. Se mudó a Miami, Estados Unidos para escapar de la problemática social y económica en su tierra natal (Venezuela), no obstante la mujer que le gustaba, todavía en la universidad en ese momento, no podía migrar con él. La canción fue publicada en YouTube y sus oyentes principales eran amigos. Posteriormente, su representante mostró la canción a su esposa y a la conductora venezolana Osmariel Villalobos. En junio de 2017, Ocean firmó un acuerdo con Warner Music Latina y volvió a lanzar la canción junto con su videoclip oficial.

## Composición
«Me rehúso» fue escrita por Ocean. Comienza sigilosamente, con un par de sintetizadores que compiten por la atención. Su patrón de interconexión apenas cambia, permitiendo que la canción mantenga una ilusión de éxtasis. A continuación, se añade un sonido de tambor de mano muestreado solitario alrededor de la marca de 40 segundos y un chasquido de un golpe de reguetón justo antes de que transcurra un minuto; De repente, Ocean canta en un registro hambriento, scratchy y multi-seguimiento de su propia voz, «transformando su pulcro, bare-bones instrumental en un sonido para una expresión aplastante de angustia».
El joven cantante explica la receta de este ritmo pegajoso como una mezcla de sonidos urbanos y tropicales, un maridaje de merengue dominicano con la festiva soca de Trinidad y Tobago, muy popular en la zona nororiental y guayana de Venezuela.

## Posicionamiento en listas
| Listas (2016–17)                           | Mejor posición |
| ------------------------------------------ | -------------- |
| Argentina (CAPIF)                          | 2              |
| Argentina (Monitor Latino)                 | 10             |
| Chile (Monitor Latino)                     | 2              |
| Colombia (National-Report)                 | 6              |
| Ecuador (Monitor Latino)                   | 19             |
| México (AMPROFON)                          | 1              |
| Países Bajos (Mega Single Top 100)         | 82             |
| Panamá (Monitor Latino)                    | 8              |
| Paraguay (Monitor Latino)                  | 7              |
| Perú (Monitor Latino)                      | 2              |
| España (Top 100 Canciones)                 | 3              |
| Suecia (Sverigetopplistan)                 | 2              |
| Suiza (Schweizer Hitparade)                | 38             |
| Estados Unidos Hot Latin Songs (Billboard) | 13             |
| Estados Unidos Latin Airplay (Billboard)   | 37             |
| Estados Unidos Latin Pop Songs (Billboard) | 19             |

## Certificaciones
| País          | Certificación | Ventas |
| ------------- | ------------- | ------ |
| Italia (FIMI) | Oro           | 15,000 |